# Maria Kariis
Maria Kariis, född 11 februari 1971, är en svensk formgivare och bland annat knuten till Nybro glasbruk. Kariis arbetar främst i glas och textil.